# Bahramcha
Bahrāmcha (Pastún/Darí: چه)(Baluchi بھرام چاه}}) es la ciudad más importante del Distrito de Dishu, al sur de la Provincia de Helmand, Afganistán.

## Historia
Durante la Guerra de Afganistán (2001–2021), Bahramcha fue utilizada por los talibánes para exportar amapola a Pakistán para su procesamiento, lo que la convirtió en un centro importante en Helmand para el comercio de opio.